# Ivâna Meincke
Ivâna Jorna Dina Meincke (* 7. August 1995 auf Grönland) ist eine grönländische Handballspielerin, die für die grönländische Nationalmannschaft aufläuft.

## Karriere

### Im Verein
Meincke begann das Handballspielen beim grönländischen Verein GSS Nuuk und zog später nach Dänemark, um sich dort handballerisch weiterzuentwickeln. Nachdem die Kreisläuferin bis zum Jahr 2018 für Gudme HK aufgelaufen war, kehrte sie zu GSS Nuuk zurück, mit dem sie 2019 die grönländische Meisterschaft gewann. Anfang des Jahres 2020 schloss sie sich dem färöischen Verein Vestmanna ÍF an. Nach dem Saisonende 2020/21 nahm Meincke mit der Mannschaft von Nagdlúnguaĸ aus Ilulissat an der grönländischen Meisterschaft teil, bei der sie den dritten Platz belegte. Meincke wechselte im Sommer 2021 zum isländischen Zweitligisten FH Hafnarfjörður, für den sie zwei Jahre auflief. Anschließend unterschrieb sie einen Vertrag beim isländischen Erstligisten UMF Stjarnan. Seit der Saison 2024/25 läuft sie für den isländischen Zweitligisten Víkingur Reykjavík auf.

### In Auswahlmannschaften
Meincke gehörte dem Kader der grönländischen Nationalmannschaft an, die bei der nordamerikanischen und karibischen Meisterschaft 2019 die Bronzemedaille gewann. Zwei Jahre später beendete sie mit Grönland das Turnier der nordamerikanischen und karibischen Meisterschaft auf dem zweiten Platz. Sie erzielte im Turnierverlauf drei Treffer Meincke nahm an der Weltmeisterschaft 2023 teil, bei der sie zwei Treffer erzielte.